# Lavatjärnen (Tåsjö socken, Ångermanland)
Lavatjärnen är en sjö i Strömsunds kommun i Ångermanland och ingår i Ångermanälvens huvudavrinningsområde.